# Pernik
Pernik (în bulgară Перник) este un oraș în Obștina Pernik, Regiunea Pernik, Bulgaria, pe valea râului Struma, la poalele masivelor Vitoșa, Vischiar și Golo Bardo.

## Demografie
Componența etnică a orașului Pernik
     Bulgari (91,11%)
     Romi (2,13%)
     Nicio identificare (6,43%)
     Altele (0,59%)
La recensământul din 2011, populația orașului Pernik era de 80.191 locuitori. Din punct de vedere etnic, majoritatea locuitorilor (91,11%) erau bulgari, cu o minoritate de romi (2,13%). Pentru 6,43% din locuitori nu este cunoscută apartenența etnică.